# Das Versteck (2021)
Das Versteck (Originaltitel: John and the Hole) ist ein Filmdrama von Pascual Sisto, das Ende Januar 2021 beim Sundance Film Festival seine Premiere feierte und am 6. August 2021 in die US-Kinos kam. In Deutschland erschien der Film am 25. August 2022.

## Handlung
Der 13-jährige John lebt mit seinen Eltern und seiner älteren Schwester, Laurie, in einem modern ausgestatteten Einfamilienhaus am Waldrand, mit großem Garten und Swimmingpool. Das Interesse der Familienmitglieder aneinander ist gering, selbst beim Abendessen kommt keine Unterhaltung zustande, da alle nebenbei mit ihren Handys beschäftigt sind. John lässt in den Wäldern seine Drohne fliegen, die er nach einem Absturz suchen muss. Unweit des Hauses entdeckt er dabei den betonierten Eingangsschacht zu einem nie fertiggestellten Bunker. Unbemerkt nimmt John die Schlaftabletten seiner Mutter und probiert ihre betäubende Wirkung – aufgelöst in Limonade – zunächst am Gärtner aus. Kurz darauf verabreicht er seiner gesamten Familie ebenfalls Schlaftabletten.
Als seine Schwester und die Eltern wieder zu sich kommen, befinden sie sich in dem unfertigen Bunker. Ihre Erleichterung darüber, dass John oben am Loch auftaucht, dauert nur kurz, denn offenbar hat er nicht vor die Leiter zu holen, um seine Familie zu befreien, und ohne Hilfe sitzen die drei fest. John versorgt seine Familie nur notdürftig mit Nahrung und Wasser und genießt es, zu Hause ungestört tun und lassen zu können, was er will. Bis zur Auflösung verbindet der Film Elemente des Thrillers mit denen eines Coming-of-Age-Films.

## Produktion

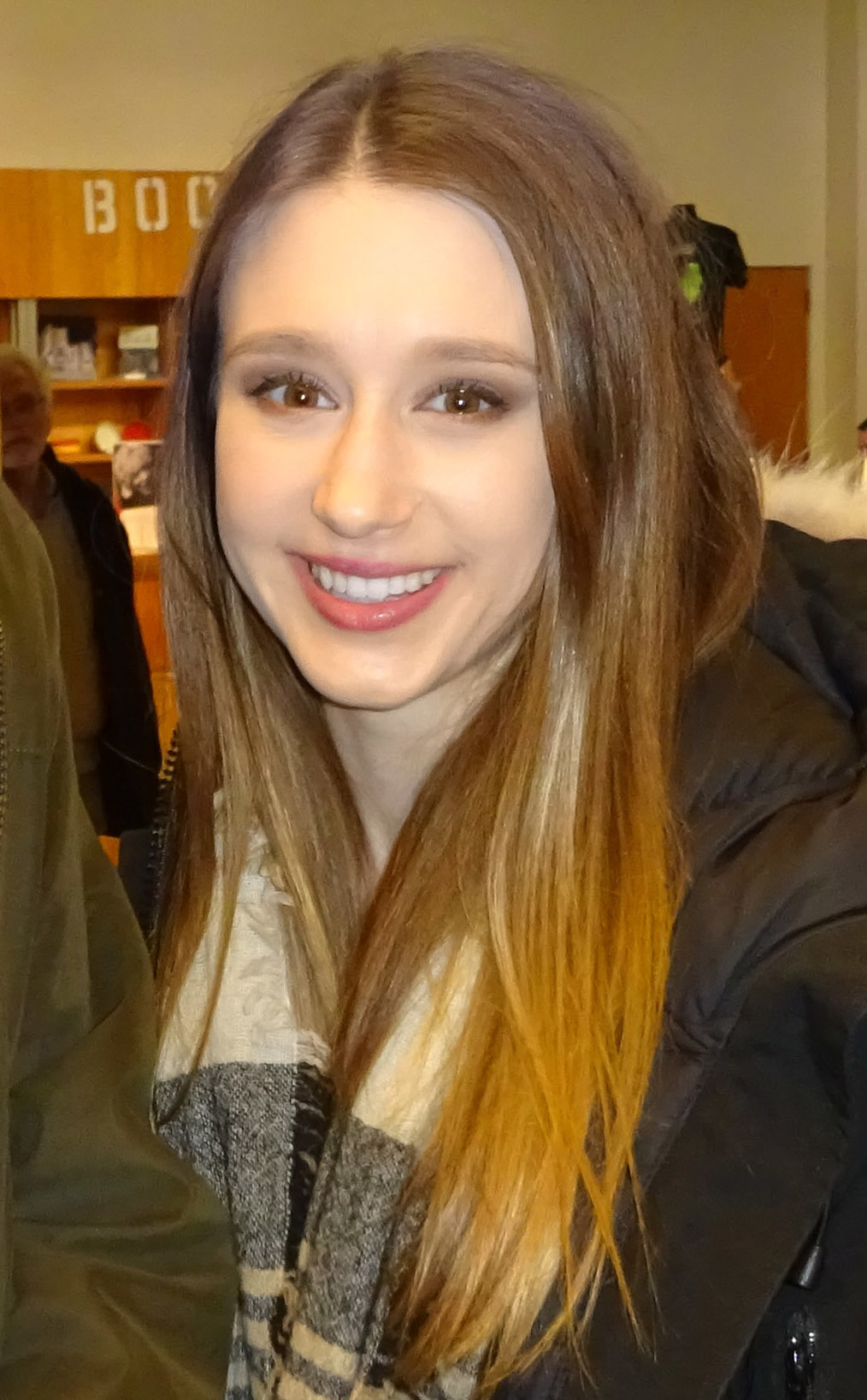
Taissa Farmiga spielt in einer Hauptrolle Laurie

Das Drehbuch schrieb Nicolás Giacobone. Regie führte Pascual Sisto. Der spanische Filmemacher ist auch als bildender Künstler tätig. Seine Werke wurden in internationalen Galerien und Museen ausgestellt, wie im Centre Pompidou, im Museum of Modern Art in Istanbul und im Rahmen der 53. Biennale von Venedig. Im Jahr 2010 war er einer der Künstler, die ausgewählt wurden, um eine Dauerausstellung im Tom Bradley International Terminal des Los Angeles International Airport zu schaffen. Bei Das Versteck handelt es sich um Sistos Regiedebüt. Im Dezember 2020 wurde er von Variety zu einem von zehn „Directors to Watch for 2021“ bestimmt.
Charlie Shotwell ist in der Titelrolle von John zu sehen. Michael C. Hall und Jennifer Ehle spielen seine Eltern Brad und Anna, Taissa Farmiga seine ältere Schwester Laurie.
Die Dreharbeiten fanden im September und Oktober 2019 in Boston statt. Als Kameramann fungierte der Niederländer Paul Özgür, der den Film im 4: 3-Seitenverhältnis drehte.
Anfang Juni 2020 wurde bekannt, dass sich Das Versteck in der „offiziellen Selektion“, einer Auswahl von 56 Filmen der ursprünglich für Mai 2020 geplanten Filmfestspiele von Cannes befindet, die aufgrund der Coronavirus-Pandemie in ihrer gewohnten Form abgesagt wurden. Die Premiere erfolgte schließlich am 29. Januar 2021 beim Sundance Film Festival. Mitte Juli 2021 wurde der erste Trailer vorgestellt. Am 6. August 2021 kam der Film in die US-Kinos. Dort erhielt er von der MPAA ein R-Rating, was einer Freigabe ab 17 Jahren entspricht. Anfang September 2021 wurde Das Versteck beim Festival des amerikanischen Films in Deauville gezeigt. Im Oktober und November 2021 wurde er beim Fantasy Filmfest vorgestellt. In Deutschland wurde der Film am 25. August 2022 auf DVD und Blu-ray veröffentlicht.

## Rezeption

### Kritiken
Insgesamt stieß der Film bei den Kritikern auf geteiltes Echo. Während er die Mehrheit der Kritiker auf der Bewertungsplattform Rotten Tomatoes überzeugte (60 Prozent Zustimmung bei 129 Reviews, Stand 2024), war die Mehrheit der wenigen, individuell abgegebenen Bewertungen negativ (75 Prozent von über 100).
Kino.de bewerteten den Film positiv mit 4 von 5 möglichen Sternen und nennt den Film eine „clevere wie amüsante und verstörende Fabel über das Erwachsenwerden“.
Bei film-rezensionen wird das Versteck sogar mit 7 von 10 möglichen Punkten bewertet. Die Rezension begründet diese Entscheidung damit, dass die Geschichte durch „ihre eigenwillige Atmosphäre zwischen Alltag und Ausnahmesituation“ überzeugt.

### Auszeichnungen
Internationale Filmfestspiele von Cannes 2020
- Nominiert in der Kategorie Debütfilm[17]

Fantasy Filmfest 2021
- Nominierung für den Fresh Blood Award

Festival des amerikanischen Films 2021
- Auszeichnung mit dem Louis-Roederer-Preis[18][2]

New Horizons International Film Festival 2021
- Nominierung im internationalen Wettbewerb[19]

Palm Springs International Film Festival 2021
- Aufnahme in die Liste „10 Directors to Watch“ (Pascual Sisto)[20]

Sundance Film Festival 2021
- Nominierung im U.S. Dramatic Competition (Pascual Sisto)